# 卡彭 (1975年電影)
是一部1975年加拿大和美國合拍的傳記犯罪電影，導演是史提夫·卡華，主演有本·加薩拉、哈利·瓜爾迪諾、蘇珊·布萊克利以及早期演出的史泰龍。本片是惡名昭彰的幫派教父傳記。

## 劇情
故事講述芝加哥黑幫大老艾爾·卡彭的興衰史，以及他於禁酒令期間，在芝加哥叱吒風雲。
1918年卡彭開始混幫派，直到被詐騙集團強尼·托里奧（哈利·瓜爾迪諾 飾演）和法蘭基·耶魯（尊·加沙域 飾演）發現。然後，他進入到芝加哥的江湖，與敵對黑幫海米·魏斯和瘋子莫蘭交戰，同時正在追求年輕女子Iris Crawford（蘇珊·布萊克利 飾演），並在他的野心勃勃的保鏢Frank "The Enforcer" Nitti（史泰龍 飾演）幫助下成為芝加哥犯罪的主要人物。
後來在情人節大屠殺過後，政府無法以謀殺或其他暴力犯罪懲治卡彭，於是讓卡彭以逃稅罪名鋃鐺入獄。他入獄時已感染梅毒，並於1947年去世。

## 演員
- 本·加薩拉（英语：Ben Gazzara） 飾
- 哈利·瓜爾迪諾（英语：Harry Guardino） 飾 強尼·托里奧
- 蘇珊·布萊克利 飾 Iris Crawford
- 尊·加沙域 飾 法蘭基·耶魯
- 史泰龍 飾 Frank "The Enforcer" Nitti（英语：Frank Nitti）
- 弗蘭克·坎帕尼拉（英语：Frank Campanella） 飾 大吉姆·科洛錫莫
- 約翰·奧哈德（英语：John Orchard） 飾 狄恩·歐班寧
- 卡蒙·亞金札諾（英语：Carmen Argenziano） 飾 傑克·麥格恩
- 喬治·錢德勒（英语：George Chandler） 飾 Robert E. Crowe（英语：Robert E. Crowe）
- 約翰·戴維斯·錢德勒（英语：John Davis Chandler） 飾 海米·魏斯
- 羅耶·達諾（英语：Royal Dano） 飾 Anton Cermak（英语：Anton Cermak）
- 彼得·馬洛（英语：Peter Maloney (actor)） 飾 傑克·古茲克
- 迪克·米勒 飾 Joe Pryor
- Robert Phillips 飾 瘋子莫蘭
- 馬丁·高芙（英语：Martin Kove） 飾 Peter Gusenberg（英语：Peter Gusenberg）
- 托尼·喬吉奧（英语：Tony Giorgio） 飾 Antonio Lombardo（英语：Antonio Lombardo）
- 強尼·馬丁諾（英语：Johnny Martino） 飾 Tony Amatto
- Tina Scala（英语：Tina Scala） 飾 Mrs. Torrio

## 家庭媒體
本片於2011年3月29日透過Shout! Factory公司第一次在美國發行DVD。

## 外部連結
- 互联网电影数据库（IMDb）上《卡彭》的资料（英文）
- AllMovie上《卡彭》的资料（英文）
- 美国电影学会目录上的《Capone》（英文）
- Box Office Mojo上《卡彭》的資料（英文）
- 爛番茄上《卡彭》的資料（英文）